# Zeche Trappe
Die Zeche Trappe ist ein ehemaliges Steinkohlenbergwerk in Wetter-Schlebusch und Gevelsberg-Silschede. Das Bergwerk war auch unter den Namen Zeche Trappe & Adler, Zeche Trappe zum Schlebusch und zeitweise auch als Zeche Am Schlebusch bekannt. Das Bergwerk war im 18. Jahrhundert eine der bedeutendsten Zechen im märkischen Bergrevier.

## Geschichte

### Die Anfänge
Die älteste Erwähnung des örtlichen Steinkohlenbergbaus bezieht sich auf eine Urkunde von 30. März 1662, die besagt, dass der Stollen „Fredholder Bank“ durch Vorfahren vor 100 Jahren angelegt wurde. Die Fredholder Bank war mindestens seit dem Jahr 1650 in Betrieb. Das Bergwerk wurde zunächst mit dem Namen der verliehenen Flöze Trappe & Adler bezeichnet. Das Flöz Adler & Trappe befand sich am südlichen Flügel einer sich nach Osten aushebenden Mulde. Zum damaligen Zeitpunkt ging man davon aus, dass es sich bei Adler und Trappe um zwei unterschiedliche Flöze handelte. Wenig später wurde das Bergwerk nur mit dem Namen Trappe belegt. Das Bergwerk war dann im Bereich der heutigen Straßen Am Hülsey, Am Kapp, Im Blumenthal, Im Steinhausen, Am Messewinkel und der Schlebuscher Straße in Betrieb. Um das Jahr 1750 wurde mittels eines Schachtes Kohle abgebaut. Im darauffolgenden Jahr wurde der Trapper Erbstollen angesetzt. Dieser Erbstollen brachte für die Berechtsame eine Abbauhöhe von bis zu 80 Lachtern. Im Jahr 1753 wurde auf den nördlichen Flügel auf das Flöz Adler eine Mutung eingelegt. Dies führte in der Folge zu einem mehrere Jahre andauernden Rechtsstreit.

### Der weitere Ausbau und Betrieb
Im Jahr 1754 waren auf dem Bergwerk bereits drei Schächte in Betrieb. Zu diesem Zeitpunkt wurde das Bergwerk auch mit den Namen Zeche Trappe zum Schlebusch und Zeche Trappe auf'm Schlebusch bezeichnet. Das Bergwerk wurde im Dreischichtbetrieb betrieben. Um das Jahr 1755 wurde ein Pferdegöpel auf dem Bergwerk installiert. Dieser Pferdegöpel war der vermutlich erste Pferdegöpel im Ruhrbergbau. Gemäß den Aufzeichnungen des Amtes Wetter waren im Jahr 1755 Adolf Krüner, Adolf Hector, Hermann Tettenberg, Adolf Jürgen Kipperläender und Peter Tettenberg auf dem Bergwerk als Schichtmeister tätig. In den Jahren 1758 und 1759 waren vier Schächte in Betrieb. Dies waren der Pfeilerschacht, der Stollenschacht, der mittelste Schacht und der oberste Schacht. Im Jahr 1769 war das Bergwerk weiterhin in Betrieb. Es waren, mit dem alten und dem neuen Stollenschacht sowie dem mittleren Schacht, drei Schächte in Betrieb. Im Jahr 1779 waren drei Göpelschächte in Betrieb. Die Teufe dieser Schächte lag bei 95 Metern. Im Jahr 1781 war die Zeche Trappe die größte Zeche in der Grafschaft Mark. Der Abbau der Kohlen erfolgte im Pfeilerbau, der Abbau der Pfeiler erfolgte teilweise firstenweise und zum Teil auch strossenweise. Die Belegung der jeweiligen Abbauorte erfolgte in der Regel mit zwei Hauern. Im Jahr 1783 wurde das Bergwerk durch den Oberbergrat von Reden befahren. Zu diesem Zeitpunkt waren drei Schächte und drei Stollen vorhanden, von den Stollen war der tiefste Stollen bereits 3000 Fuß aufgefahren.
Im Juni des Jahres 1784 wurde das Bergwerk durch den Leiter des märkischen Bergreviers, den Freiherrn vom Stein, befahren. Die Zeche Trappe Bank war eines von 63 Bergwerken, welches vom Stein auf seiner achtzehntägigen Reise durch das märkische Bergrevier befuhr. Zu diesem Zeitpunkt waren auf dem Bergwerk die Schächte I bis IV in Förderung. Die Befahrung begann mit der Seilfahrt in einem der Schächte im obersten Schlebusch. Vom Stein machte in seinem Protokoll Angaben über den Zustand des Bergwerks und die Leistung und Bezahlung der dort beschäftigten Bergleute. Vom Stein war von der hohen Qualität der Lagerstätte und von der Leistungsfähigkeit der Zeche Trappe beeindruckt. Im Jahr 1785 wurde ein neuer Förderschacht geteuft. Der Schacht wurde 64 Lachter südlich vom Förderschacht I angesetzt. Der Schacht wurde mittels Bohr- und Sprengarbeiten erstellt und bis zum bereits erstellten Stollen geteuft, als Sprengmittel wurde Schwarzpulver verwendet. Im selben Jahr ging ein kompletter Kohlenpfeiler mitsamt dem dort vorhandenen Schacht zu Bruch. Im Jahr darauf wurde der neue Förderschacht in Betrieb genommen, als Antrieb wurde ein Pferdegöpel verwendet. Im Jahr 1787 wurde das Bergwerk in der Niemeyerschen Karte aufgeführt. Im Jahr 1788 wurde ein Querschlag zur Zeche St. Peter angesetzt. Durch diese Maßnahme wurde eine Mehrteufe von 16 Lachtern erreicht. Im Jahr 1790 wurde der Schacht Friederica geteuft. Der Schacht wurde tonnlägig mit einer Teufe von 95 Metern erstellt. Der Schacht wurde mit einem Pferdegöpel ausgestattet. Zu dieser Zeit wurde auf dem Bergwerk auch Gruskohle gefördert. Für die Füllung des Kübels benötigte ein Fördermann rund drei Minuten. Im Jahr 1795 wurde mittels eines Gesenks mit dem Abbau unter der Stollensohle begonnen. Zu diesem Zeitpunkt war die Zeche Trappe nach der Zeche Egerbank das Bergwerk mit der zweitgrößten Förderung im Blankenstein'schen Revier.

### Das Bergwerk im 19. Jahrhundert
Im Jahr 1800 waren der Schacht Heidstück und der Göpelschacht Theodor in Betrieb. Schacht Heidstück hatte wenige Jahre zuvor einen neuen gemauerten Schachtausbau erhalten. Im Jahr 1805 waren der Schacht Albertine und der Schacht Heidstück in Betrieb. Im Jahr 1807 wurde der Fundgrubenschacht bis zum Blumdahler Stollen geteuft. Der Schacht erreichte eine Teufe von 15 3/8 Lachtern. Im Jahr 1810 waren der Schacht Sylvia und der Fundgrubenschacht in Betrieb. Im selben Jahr wurde der Trapper Erbstollen von der Zeche Trappe übernommen. Im Jahr 1813 wurde der Trapper Erbstollen ab dem Lichtloch 16 weiter in westlicher Richtung aufgefahren. Im darauffolgenden Jahr wurde mit den Teufarbeiten für den Schacht Friedrich Wilhelm begonnen. Im selben Jahr waren die Schächte Sylvia und Fundgrubenschacht in Betrieb. Im Jahr 1816 erreichte der Schacht Friedrich Wilhelm eine flache Teufe von 59 Lachtern. Im Jahr 1817 ging der Schacht Friedrich Wilhelm in Förderung. Da der Pferdegöpel nicht ausreichend war, um die erforderliche Leistung zu erbringen, wurde der Göpel mit zwei Pferden ausgestattet. Dadurch sollten die Verschnaufpausen der Pferde abgekürzt werden. Außerdem wurde ein Göpeltreiber zusätzlich zur normalen Belegung des Schachtes angestellt. Allerdings reichte all dieses nicht aus, um die Förderkapazität des Schachtes deutlich zu steigern. Noch im Jahr 1817 beschlossen die Gewerken, den Schacht Friederica mit einem dampfgetriebenen Göpel auszurüsten. Am 17. August des Jahres 1819 wurde auf den Trapper Erbstollen das Erbstollenrecht für die weitere Auffahrung in westlicher Richtung als Schlebuscher Erbstollen verliehen. Im Jahr darauf waren der Schacht Friederica und der Schacht Friedrich Wilhelm in Betrieb. Um die Zechen Freier Vogel und Löwe zu lösen, wurde ein Stollenquerschlag aufgefahren.
Im September des Jahres 1822 wurde der Schacht Friederica mit einer Dampffördermaschine ausgestattet. Die Maschine hatte einen stehenden Zylinder mit einem Durchmesser von 380 Millimetern und brachte eine Leistung von sieben PS. Erbauer der Maschine war die Firma Thomas Harkort & Co. Der Einbau dieser Maschine war aufgrund der hohen Kosten nur mit einer besonderen finanziellen Anstrengung der Gewerken möglich geworden. Die meisten umliegenden Bergwerke betrieben zu dieser Zeit noch mittels Pferden angetriebene Göpelanlagen. Der Schacht Friederica wurde in diesem Jahr zum Hauptschacht, der Schacht Friedrich Wilhelm wurde zum Reserveförderschacht. Im Jahr 1825 waren der Schacht Constanz, der Göpelschacht, der Schacht Friederica und der Schacht Friedrich Wilhelm in Betrieb. Die Investitionen in die neue dampfgetriebene Fördermaschine machten sich bereits im Jahr 1826 bezahlt. Die Zeche Trappe wurde in diesem Jahr wieder die größte Zeche im Ruhrgebiet. Im Jahr 1828 erreichte der Schacht Friedrich Wilhelm eine flache Teufe von 155 Metern. Im Jahr 1829 wurde die Schlebusch-Harkorter Kohlenbahn in Betrieb genommen. Im selben Jahr waren die Schächte Friedrich Wilhelm und Friederica in Betrieb. Zu dieser Zeit hatte das Bergwerk die größte Teufe aller 28 Zechen mit Dampffördermaschine. Im Jahr 1833 war die Zeche Trappe noch das führende Bergwerk im Ruhrgebiet. Abgebaut wurde ein Flöz mit einer Mächtigkeit von fünf Fuß, davon waren 4,5 Fuß reine Kohle, der Rest des Flözes war aus Brandschiefer zusammengesetzt. Im Jahr 1836 wurde das Bergwerk von der Zeche Wiesche in Mülheim an der Ruhr als größtes Bergwerk abgelöst. Im Jahr 1839 fand auf der Zeche Trappe für längere Zeit keine Ausrichtung mehr statt. Aufgrund von Wasserzuflüssen mit übelriechenden Wässern musste die Streckenauffahrung zeitweise ausgesetzt werden und wurde erst gegen Ende des Jahres wieder aufgenommen. Auf der Blumendahlersohle wurden Aufräum- und Instandhaltungsarbeiten durchgeführt.

### Die letzten Jahre
Im Jahr 1842 bestand die Berechtsame der Zeche Trappe aus dem Trapper Erbstollen, dem Schlebuscher Erbstollen, dem Feld Adler und dem eigenen Grubenfeld. Zu diesem Zeitpunkt wurde dieses auch als Trappe & Adler Erbstollen bezeichnet, außerdem wurde das Bergwerk zum ersten Mal unter dem Namen Zeche Vereinigte Trappe genannt. Im Jahr darauf wurde mit den Teufarbeiten für einen tonnlägigen Kunstschacht begonnen. Dieser sollte für den Übergang zum Tiefbau genutzt werden. Bereits im September dieses Jahres wurden die Teufarbeiten aufgrund von Wasserzuflüssen gestundet. Damit das Wasser nach unten abfließen konnte, wurde im Jahr 1844 damit begonnen, den Kunstschacht mit einem Bohrloch zu versehen. Im Jahr darauf erreichte dieses die Trapper Erbstollensohle. Kurz danach wurden die Teufarbeiten wieder aufgenommen. Im Oktober des Jahres 1846 wurde für die neue Tiefbauanlage die Gewerkschaft Vereinigte Trappe gebildet. Im Jahr 1847 waren die Kohlenvorräte oberhalb der Stollensohle von Schacht Friederica soweit dezimiert, dass sie nur noch für maximal sieben Jahre reichen konnten. Im Jahr 1848 wurde am Schacht Friederica ein neues Fördermaschinengebäude errichtet. Im Jahr 1850 waren der Schacht Friedrich Wilhelm und der Schacht Friederica in Betrieb. Am 30. Dezember des Jahres 1853 konsolidierte die Zeche Trappe mit der Zeche Vereinigte Wülfingsburg und weiteren Berechtsamen zur Zeche Vereinigte Trappe. Diese Konsolidation wurde auf das Jahr 1844 rückdatiert.

## Förderung und Belegschaft
Auf dem Bergwerk wurden Magerkohlen und teilweise auch Anthrazitkohlen von bester Qualität gefördert. Die ersten bekannten Förder- und Belegschaftszahlen stammen aus dem Jahr 1754, damals waren 17 Bergleute auf dem Bergwerk beschäftigt. In diesem Jahr wurden insgesamt 3900 Tonnen Steinkohle gefördert. Im Jahr 1779 lag die Förderung bei 4573 Tonnen Steinkohle. Im Jahr 1781 wurden mit 31 Beschäftigten rund 1700 Tonnen Steinkohle gefördert. Im Jahr 1796 stieg die Förderung auf 6403 Tonnen Steinkohle. Im Jahr 1822 lag die Förderung bei 8000 Tonnen Steinkohle. Im Jahr 1830 wurden über 9000 Tonnen Steinkohle gefördert. Im Jahr 1835 lag die Förderung bei 200.294 Scheffel Steinkohle. Im Jahr 1838 wurde eine Förderung von 49.281 preußischen Tonnen Steinkohle erbracht. Die Belegschaftsstärke betrug in diesem Jahr 73 Beschäftigte. Im Jahr 1840 wurden 12.221 Tonnen Steinkohle gefördert. Im Jahr 1845 wurden 12.407 Tonnen Steinkohle gefördert. Die Belegschaftsstärke lag in diesem Jahr zwischen 45 und 67 Beschäftigten. Im Jahr 1847 waren noch 65 bis 82 Mitarbeiter auf dem Bergwerk beschäftigt, es wurden 16.276 Tonnen Steinkohle gefördert. Dies sind die letzten bekannten Förder- und Belegschaftszahlen.

## Heutiger Zustand
Von der Zeche Trappe ist heute noch das Maschinenhaus des Schachtes Friederica vorhanden. Das Gebäude wurde restauriert und wird seit der Restaurierung als Wohnhaus genutzt. Das Gebäude befindet sich in Silschede in der Straße Am Hülsey und dort am rechten Wegesrand des ersten Abzweiges auf der linken Seite.

## Wissenschaftsgeschichte
Der Physiker Johann Friedrich Benzenberg führte im Jahre 1803 im vorübergehend stillgelegten Schacht Zur alten Roßkunst einen Versuch über das Gesetz des Falles, den Widerstand der Luft und die Umdrehung der Erde durch. Hierbei wurden Kugeln aus einer Höhe von 42 Lachtern fallen gelassen. Durch diesen und einer Reihe weiterer Versuche konnte Benzenberg den Nachweis für die Erddrehung erbringen.